# Póvoa do Caraminhal
A Póvoa do Caraminhal (em galego e oficialmente: A Pobra do Caramiñal; em castelhano: Puebla del Caramiñal) é um município da Espanha na província da Corunha, comunidade autónoma da Galiza. Tem 32,5 km² de área e em 2021 tinha 9 291 habitantes (densidade: 285,9 hab./km²).

## Demografia
| Variação demográfica do município entre 1991 e 2004[carece de fontes?] | Variação demográfica do município entre 1991 e 2004[carece de fontes?] | Variação demográfica do município entre 1991 e 2004[carece de fontes?] | Variação demográfica do município entre 1991 e 2004[carece de fontes?] |
| ---------------------------------------------------------------------- | ---------------------------------------------------------------------- | ---------------------------------------------------------------------- | ---------------------------------------------------------------------- |
| 1991                                                                   | 1996                                                                   | 2001                                                                   | 2004                                                                   |
| 10390                                                                  | 10165                                                                  | 9972                                                                   | 9992                                                                   |

## Património edificado
- Pazo e torre de Xunqueiras
- Museu de Valle Inclán